# Планински артилерийски полк
Планински артилерийски полк е български артилерийски полк, формиран през 1899 година.

## Формиране
Полкът е формиран на 18 февруари 1899 г. в София, съгласно указ №21 от същата година, като в състава му влизат 3 планински отделения, с по три батареи. За командир на полка е назначен подполковник Петър Тантилов. Съгласно указ №85 от 1903 г., на 1 януари 1904 г. полкът се преименува на Планинска артилерийска бригада.

## Командири
Званията са към датата на заемане на длъжността.
| №  | звание       | име            | дати        |
| -- | ------------ | -------------- | ----------- |
| 1. | Подполковник | Петър Тантилов | 1899 – 1904 |